# Zombie Tsunami
Zombie Tsunami (originariamente Zombie Carnaval) è un videogioco sviluppato dalla Mobigame, pubblicato per i dispositivi iOS, Android e Windows a partire dal 2012.
Il gioco consiste nel realizzare un'orda di zombi che attraversa una città mangiando esseri umani e trasformandoli in altri zombi. Sono disponibili vari bonus per rendere l'orda più forte e resistente.

## Trama
Un'orda di zombie invade le strade di vari luoghi dove trova civili o militari nei carri armati. L'orda mangia le persone aumentando il numero dei suoi membri zombie e raccoglie monete d'oro che trova sul suo cammino, ma deve scontrarsi con vari ostacoli che possono ridurre il numero di zombie.

## Modalità di gioco
Durante la partita si incontrano degli ostacoli che possono far perdere uno o più zombie che vanno incontro ad esso: auto in movimento, elicotteri in movimento, bombe che esplodono se toccate, buche in cui gli zombie rischiano di cadere e terremoti che fanno emergere o sprofondare la strada.
Alla stessa maniera, gli zombie incontrano alcuni veicoli che possono essere ribaltati per mangiarne gli occupanti, per ognuno dei quali è indicato il numero di zombie necessari per ribaltarlo: se l'orda non ha un numero sufficiente di zombie, il veicolo va saltato, altrimenti si perderanno tutti gli zombie e la partita finirà
- Cassone: zombie necessari 2, dà monete o un civile.
- Auto: zombie necessari 4, dà un civile.
- Bus: zombie necessari 8, dà 2 civili.
- Carro armato: zombie necessari 12, dà 3 militari.
- Aereo: zombie necessari 16, dà 4 civili.

Sono presenti anche solo semplici civili per strada o gruppi di civili (un gruppo ha quattro civili).
Altri elementi presenti nelle partite sono i semafori sopra le strade, che normalmente sono sempre tutti verdi, ma alcune missioni da completare richiedono di far scattare il verde a un determinato numero di semafori (che in quell'occasione sono tutti rossi), toccandoli.
L'orda di zombie può correre attraverso vari scenari: New York dove inizia la partita, Hollywood, San Francisco, Monte Rushmore (si sblocca al livello 4), Aztechi (si sblocca al livello 10), Himalaya (si sblocca al livello 20), Isola di Pasqua (si sblocca al livello 31), Parigi (si sblocca al livello 46).
Le monete si trovano in gruppi: raccogliendo tutte le monete di un gruppo si effettua un Perfect (che fornisce 3 monete extra). Alcune missioni richiedono di effettuare un determinato numero di Perfect.

### Punteggio
Per ogni civile mangiato, il giocatore aggiunge un nuovo zombie all'orda guadagnando un punto, rappresentato con un cervello (quello del civile mangiato). La partita finisce quando tutti gli zombie vengono persi: i cervelli vengono sommati a quelli accumulati fino a quel momento e, ogni cento cervelli, il giocatore riceve un biglietto della lotteria da grattare, che può donargli fino a due premi, tra cui:
- monete doppie: nella partita successiva, ogni moneta ha valore 2 ed è più grossa; pertanto è anche più facile da prendere.
- macchine di monete: nella partita successiva, alcuni veicoli diventano d'oro al tocco e non costituiscono un ostacolo;
- bombe di monete: nella partita successiva, alcune bombe diventano d'oro al tocco e non esplodono facendo perdere zombie;
- bonus di monete d'oro;
- Zombie doppi: nella prossima partita l'orda parte con un numero di zombie doppi rispetto alla normalità;
- Gruppo di civili: nella prossima partita, pochi passi dopo l'inizio, si troverà un gruppo di civili (quattro civili).
- Ultima occasione: nella prossima partita, dopo la morte dell'ultimo zombie, scenderà un altro zombie dal cielo disponibile per continuare la partita;
- un nuovo biglietto della lotteria da grattare.

### Obiettivi
Di partita in partita, di cervello in cervello, il giocatore deve raggiungere un set di obiettivi, che gli fanno vincere trofei, in ordine:
1. Trofeo di cristallo
2. Trofeo di bronzo
3. Trofeo d'argento
4. Trofeo d'oro
5. Trofeo “Diploma Zombie Tsunami”
6. Ultimo Trofeo

Terminate le missioni dell'Ultimo trofeo, il gioco termina.
Ogni tre (a volte quattro) obiettivi raggiunti, viene prodotta una pozione premio che, una volta miscelata, dona un certo quantitativo di monete d'oro.
Le monete d'oro, ottenute in questo modo e raccolte durante la partita, possono essere spese nel negozio, dove è possibile trovare bonus, cappelli, scenari, oggetti.

### Negozio
L'area dove spendere le monete d'oro raccolte è il negozio.
Nella sezione Oggetti si trovano oggetti spendibili all'inizio della partita successiva, un biglietto della lotteria, dal premio casuale, scenari sbloccabili o la possibilità di spendere soldi per saltare missioni eventualmente troppo lunghe o difficili.
Alcune missioni richiedono che gli zombie indossino dei cappelli, che è possibile sbloccare con monete d'oro nell'apposita sezione del negozio. 
Indossare cappelli serve sia per superare missioni sia per rendere l'orda più "strana".